# Figitumumab
Il figitumumab o CP-751871 è un anticorpo monoclonale di tipo umano, che è stato testato nel trattamento di varie forme di tumore come: il carcinoma del surrene e il tumore del polmone non a piccole cellule (NSCLC).
Esso agisce sul recettore per IGF-1 (Insulin-like growth factor 1) o (CD221) che è noto avere un ruolo nello sviluppo di alcuni tumori.
Il farmaco è sviluppato dalla Pfizer.
Il suo ruolo come farmaco antineoplastico è ancora controverso. Alla fine del 2009 la Pfizer ha interrotto uno studio di fase 3 sul carcinoma polmonare non a piccole cellule, per la scarsa significatività del risultato in termini di sopravvivenza.

### Figitumumab
- (EN) Bruce A. Chabner e Dan L. Longo, Cancer Chemotherapy and Biotherapy: Principles and Practice, Lippincott Williams & Wilkins, 8 novembre 2010,  pp. 548–, ISBN 978-1-60547-431-1.
- (FR) Jacques Robert, Signalisation Cellulaire Et Cancer, Springer, 7 ottobre 2010,  pp. 38–, ISBN 978-2-8178-0027-1.
- (PL) Pavel Klener, Pavel Klener e jr., Nová protinádorová léčiva a léčebné strategie v onkologii, Grada Publishing a.s.,  pp. 189–, ISBN 978-80-247-2808-7.